# Фоміна Олена Юріївна
Фоміна Олена Юріївна (нар.. 29 квітня 1972 року) — прима балерина, народна артистка Республіки Башкортостан, педагог класичного танцю Башкирського хореографічного училища імені Р. Нурєєва.

## Біографія
У 1990 році закінчила Ленінградське академічне хореографічне училище ім. А. Я. Ваганової (клас народної артистки Росії І. Зубковської). Після закінчення училища, з 1990 року працює в балетній трупі Башкирського державного театру опери і балету, з 1994 року — провідна солістка театру.
Танцювала провідні і сольні партії в роки співпраці театру з Юрієм Григоровичем. Виконала Марі в «Лускунчику» Одетту-Оділлію в «Лебединому озері» в уфимских прем'єри вистав маестро.
Багаторазова учасниця Міжнародного фестивалю балетного мистецтва ім. Р. Нурієва в Уфі. Виступала з К. Пакеттом (Grand Opera), А. Карбоне (Grand Opera), В. Корнєєвим (Дрезденська Опера), А. Волчковим (Великий театр), А. Євдокимовим (Великий театр) тощо.
У 2006 році брала участь в балеті «Аркаїм» Лейли Ісмагілової, показаному на VII Міжнародному Волковському фестивалі в Ярославлі, де спектакль став лауреатом премії Уряду Росії імені Ф. Волкова.
Працювала за контрактом в балетній трупі народного театру Словаччини (Братислава) як прима-балерина.
В даний час танцює у всіх спектаклях Башкирського театру опери та балету.
З 2004 року сценічну діяльність поєднує з педагогічною (педагог-репетитор в БГТОиБ і педагог класичного танцю в БХУ їм. Р.Нурєєва).
У 2008 році отримала диплом Санкт-Петербурзької академії балету ім. А. Я. Ваганової за спеціальністю «педагог-балетмейстер».
У лютому 2011 року пройшов бенефіс Олени Фоміної, присвячений 20-річчю її творчої діяльності, де в балеті «Дон Кіхот» Л.Мінкуса партнером Олени Фоміної (Кітрі) був соліст Маріїнського театру Володимир Шкляров (Базиль).
У складі трупи театру виїжджала на гастролі до США (1995, 1996), Голландії (1996), Італії (2000, 2003, 2004, 2010, 2011), Єгипту (2003, 2005), Португалії (2005), Таїланду (2006, 2008), Німеччини (2011), Чехії (2011), Латвії (2011) та Фінляндії (2011).

## Репертуар
- П. Гертель «Марна обережність». Ліза
- Х. Левенсхольд «Сильфіда». Сильфіда
- А. Адана «Жизель». Жизель, Мірта
- А. Адан «Корсар». Медора
- В. Штраус «Голубий Дунай». Анель, Франциска, Вакханка
- Л. Мінкус «Дон Кіхот». Кітрі, Жуаніта та Піккілія, Вулична танцівниця, Бачення Кітрі, Повелителька дріад, Перша варіація
- Л. Мінкус «Баядерка». Нікія, Гамзатті
- Л. Мінкус «Пахіта». Пахіта, Варіації
- Ш. Гуно «Вальпургієва ніч». Вакханка
- К. Сен-Санс «Вакханалія». Дівчина
- «Шопеніана» Сьомий вальс і мазурка, Одинадцятий вальс
- П. Чайковський «Лебедине озеро». Одетта-Оділлія, Іспанська наречена
- П. Чайковський «Спляча красуня». Аврора, Фея Бузку, Фея Золота, Срібла Фея
- П. Чайковський «Лускунчик». Марі, Французька лялька, лялька Іспанська
- А. Глазунов «Раймонда». Раймонда
- «La Marionnette» на музику В.Стравінського. Фокусник-дівчина
- Б. Асафьев «Бахчисарайський фонтан». Зарема
- С. Прокоф'єв «Ромео і Джульєтта». Джульєтта
- С. Прокоф'єв «Попелюшка». Попелюшка
- Ж. Бізе — Р. Щедрін "Кармен-сюїта"Кармен
- К. Караєв «Сім красунь». Магрибская красуня
- Л. Степанов, З. Ісмагілов. «Журавлина пісня» Ватажок журавлів
- Л. Ісмагілова. «Ходжа Насретдин». Гюльджан
- Л. Ісмагілова «Аркаїм». Эрке
- Р. Сабітов «Прометей». Муза
- Н. Сабітов «Таємниця золотого ключика». Мальвіна
- П. Овсянніков. «Том Сойєр». Тітка Поллі

### Концертні номери
- «Тарантела» (муз. Л. Готшлака, хореографія Дж. Баланчіна)
- Адажіо з балету Д. Шостаковича «Золотий вік» (хореографія Ю. Григоровича)
- «Ямайська румба» (муз. А. Бенджамена, хореографія Р. Абушахманова)

## Нагороди та звання
- «Заслужена артистка Республіки Башкортостан» (1997)
- Премія Міжнародної організації «ТЮРКСОЙ» (2001)
- «Народна артистка Республіки Башкортостан» (2003)